# Miyagi Chōjun

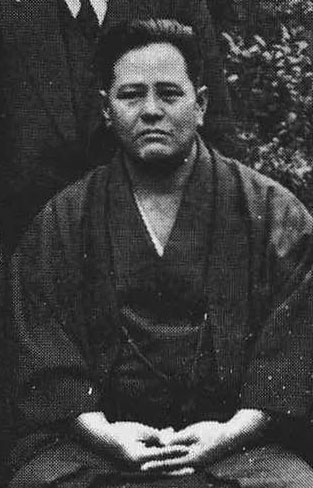
Miyagi Chōjun, 1938

Miyagi Chōjun (jap. 宮城 長順, * 25. April 1888 in Naha, Okinawa; † 8. Oktober 1953 auf Okinawa) ist der Gründer des Gōjū-Ryū-Karate-Stils.

## Leben
Im Alter von neun Jahren (oder elf; hier sind sich die Quellen nicht einig) begann er mit dem Training des Karate. Als Teenager wurde er Schüler von Higaonna Kanryō, nach dessen Tod er nach Fujian in China reiste, wie es Higashionna Kanryō auch schon getan hatte. In China trainierte er die Shaolin- und die Pakua-Form. Durch dieses Training und die Erfahrungen in Miyagis zuerst trainiertem System (Naha-Te) entstand mit der Zeit Miyagis Gōjū-Ryū (dt. Hart-Weich-Stil). Nach seiner Rückkehr nach Naha eröffnete Miyagi sein eigenes Dōjō.
Miyagis Ambitionen lagen in der Verbreitung des Karate. So führte er Karate in Schulen und anderen sozialen Einrichtungen ein.

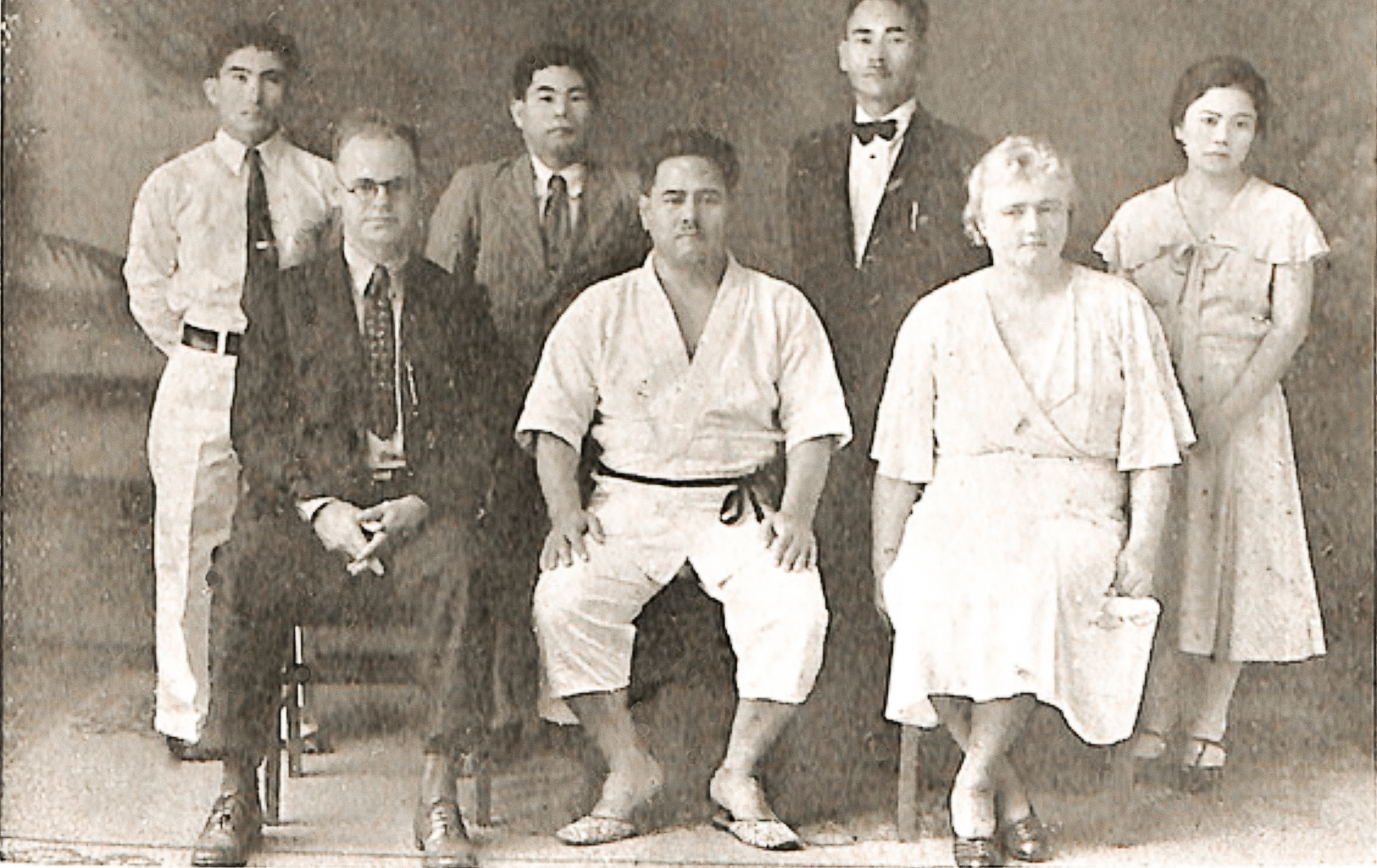
Miyagi Chojun in Hawaii (1934 oder 1935)

## Werke
- Karate-dō gaisetsu. In: Patrick McCarthy (Hrsg.): Ancient Okinawan martial arts. Koryu Uchinadi. Tuttle Publishing, Boston 1999, ISBN 0-8048-2093-7 (japanisch).
- Breathing in and breathing out in accordance with “Gō” and “Jū”. A miscellaneous Essay on Karate. In: Bunka Okinawa. Volume 3, Nr. 6, 1942 (japanisch, online (Memento vom 31. März 2005 im Internet Archive)).
- OLIVEIRA, Humberto Nuno de; LOPES, Eduardo Cunha. "Karate-Do por Chojun Miyagi". (Vollständige Schriften). Bubok-Editionen (PT), 2015. 80 s. Illustriert (s&w). ISBN 978-84-686-6419-4

| Personendaten    | Personendaten                       |
| ---------------- | ----------------------------------- |
| NAME             | Miyagi, Chōjun                      |
| ALTERNATIVNAMEN  | 宮城 長順 (japanisch)               |
| KURZBESCHREIBUNG | Begründer des Gōjū-Ryū Karate-Stils |
| GEBURTSDATUM     | 25. April 1888                      |
| GEBURTSORT       | Naha, Okinawa                       |
| STERBEDATUM      | 8. Oktober 1953                     |
| STERBEORT        | auf Okinawa                         |